# Hầu Mã
Hầu Mã (chữ Hán giản thể: 侯马市, âm Hán Việt: Hầu Mã thị) là một thành phố cấp huyện thuộc địa cấp thị Lâm Phần, tỉnh Sơn Tây, Cộng hòa Nhân dân Trung Hoa. Thành phố Hầu Mã có diện tích 274 km², dân số khoảng 230.000 người. Thành phố Hầu Mã được chia ra thành 5 nhai đạo biện sự xứ và 3 hương. Các đơn vị này lại được chia thành 81 thôn hành chính. Hầu Mã là trung tâm giao thông trọng yếu của khu vực phía nam Sơn Tây. Các tuyến đường sắt Đồng Hồ, đường sắt Hầu Tây, đường sắt Hầu Nguyệt gặp nhau ở thành phố này.